# À la recherche du Hobbit
À la recherche du Hobbit (Looking for the Hobbit) est une série documentaire en 5 épisodes de 26 minutes, créée par Yannis Metzinger et Alexis Metzinger, et réalisée par Olivier Simonnet. Diffusée du 30 novembre au 26 décembre 2014 sur Arte. En 2017, la série est programmée sur la Rai

## Synopsis
Au travers de cinq épisodes, la série nous amène aux sources des légendes et des inspirations qui ont mené J. R. R. Tolkien à écrire les romans du Hobbit et du Seigneur des anneaux. Guidé par John Howe, le célèbre illustrateur, le voyage nous amène en Nouvelle-Zélande, en Islande, en Angleterre, en Allemagne et en France.

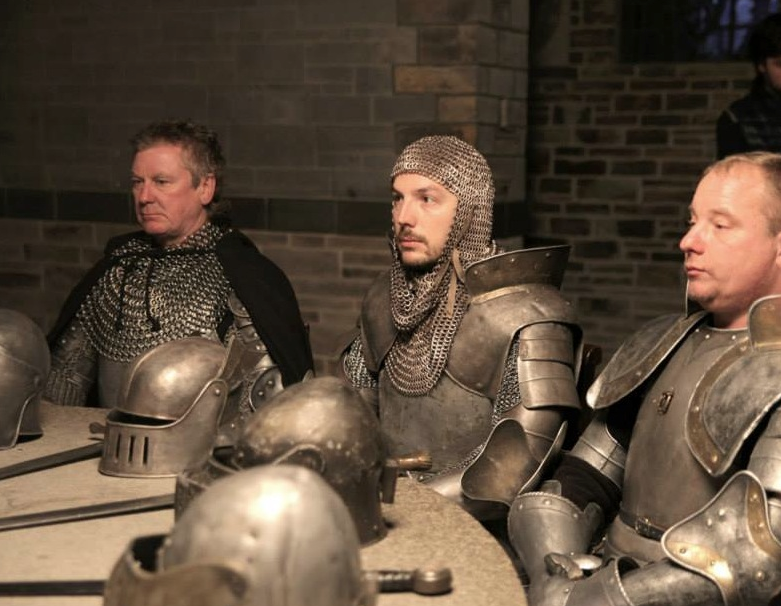
comédiens pendant le tournage de la série

## Épisodes
| Épisode | Titre                         | Réalisateur      | Première diffusion | Chaîne TV |
| ------- | ----------------------------- | ---------------- | ------------------ | --------- |
| 1       | Les Univers de Tolkien        | Olivier Simonnet | 30 novembre 2014   | Arte      |
| 2       | Brocéliande, la forêt magique | Olivier Simonnet | 7 décembre 2014    | Arte      |
| 3       | Sur les traces du roi Arthur  | Olivier Simonnet | 14 décembre 2014   | Arte      |
| 4       | L'Or perdu du Rhin            | Olivier Simonnet | 21 décembre 2014   | Arte      |
| 5       | Les Créatures du Nord         | Olivier Simonnet | 26 décembre 2014   | Arte      |

## Fiche technique
- Auteurs : Yannis Metzinger, Alexis Metzinger, Olivier Simonnet, John Howe[4]
- Réalisateur : Olivier Simonnet
- Directeur de production : Juan Ignacio Dávila
- Directeur de la photographie : Ludovic Plourde
- Ingénieur du son : Julien Ripert
- Durée : 5 x 26 minutes
- Année de production : 2014
- Sociétés de production : CERIGO Films, Arte, WDR,  Mirabelle TV

## Distribution
- John Howe
- Nicolas Mezzalira